# Tonique Williams-Darling
Tonique Williams-Darling (geb. Williams; * 17. Januar 1976 in Nassau) ist eine ehemalige bahamaische Sprinterin. Sie wurde 2004 im 400-Meter-Lauf in Athen Olympiasiegerin.
Nachdem sie bei den Weltmeisterschaften 1997 in Athen und 1999 in Sevilla im Viertelfinale bzw. Vorlauf gescheitert war und auch bei den Olympischen Spielen 2000 in Sydney nicht über den Vorlauf hinaus kam, schaffte sie es bei den Weltmeisterschaften 2003 in Paris/Saint-Denis ins Finale und wurde Fünfte.
2004 ist das bislang erfolgreichste Jahr ihrer sportlichen Karriere. Im März 2004 gewann sie bei den Hallenweltmeisterschaften in Budapest hinter den Russinnen Natalja Nasarowa und Olesja Krasnomowez die Bronzemedaille und verbesserte dabei ihren persönlichen Hallenrekord auf 50,87 s.
Im Juli 2004 konnte Williams-Darling beim Golden-League-Meeting in Rom die Siegesserie der 400-Meter-Weltmeisterin Ana Guevara brechen, die zuvor in 23 Rennen ungeschlagen blieb. Bei den Olympischen Spielen traf Williams-Darling im Finale am 24. August 2004 erneut auf Guevara. Mit einer Zeit von 49,41 s verwies sie ihre schärfste Kontrahentin Guevara mit 15 Hundertstelsekunden Rückstand auf den zweiten Platz. Sie gewann damit die erste Einzelgoldmedaille für die Bahamas in der Geschichte der Olympischen Spiele.
Nach den Spielen von Athen setzte sie ihre Siegesserie fort und gewann die Golden-League-Meetings von Brüssel und Berlin. Beim ISTAF in Berlin am 12. September 2004 sicherte sie sich mit ihrer persönlichen Bestzeit von 49,07 s die Siegesprämie der IAAF Golden League in Höhe von 500.000 US-Dollar. Die Jackpot-Gewinnsumme 1 Mio. US-Dollar teilte sie mit dem schwedischen Dreispringer Christian Olsson.
Bei den Weltmeisterschaften 2005 in Helsinki gewann sie die Goldmedaille über 400 Meter in 49,55 s vor Sanya Richards (USA) und Ana Guevara. Sie wiederholte damit ihren Sieg vom Vorjahr bei den Olympischen Spielen. Bei den Commonwealth Games 2006 in Melbourne gewann sie Silber hinter Christine Ohuruogu (ENG).
Tonique Williams-Harding hatte bei einer Größe von 1,62 m ein Wettkampfgewicht von 57 kg. Sie diplomierte 1999 an der Moore School of Business der University of South Carolina und ist mit dem bahamaischen Leichtathleten Dennis Darling verheiratet.